# Alfred Wiłkomirski
Alfred Wiłkomirski (ur. 20 stycznia 1873 w Azowie, zm. 30 lipca 1950 w Łodzi) – polski skrzypek, dyrygent, pedagog.

## Życiorys

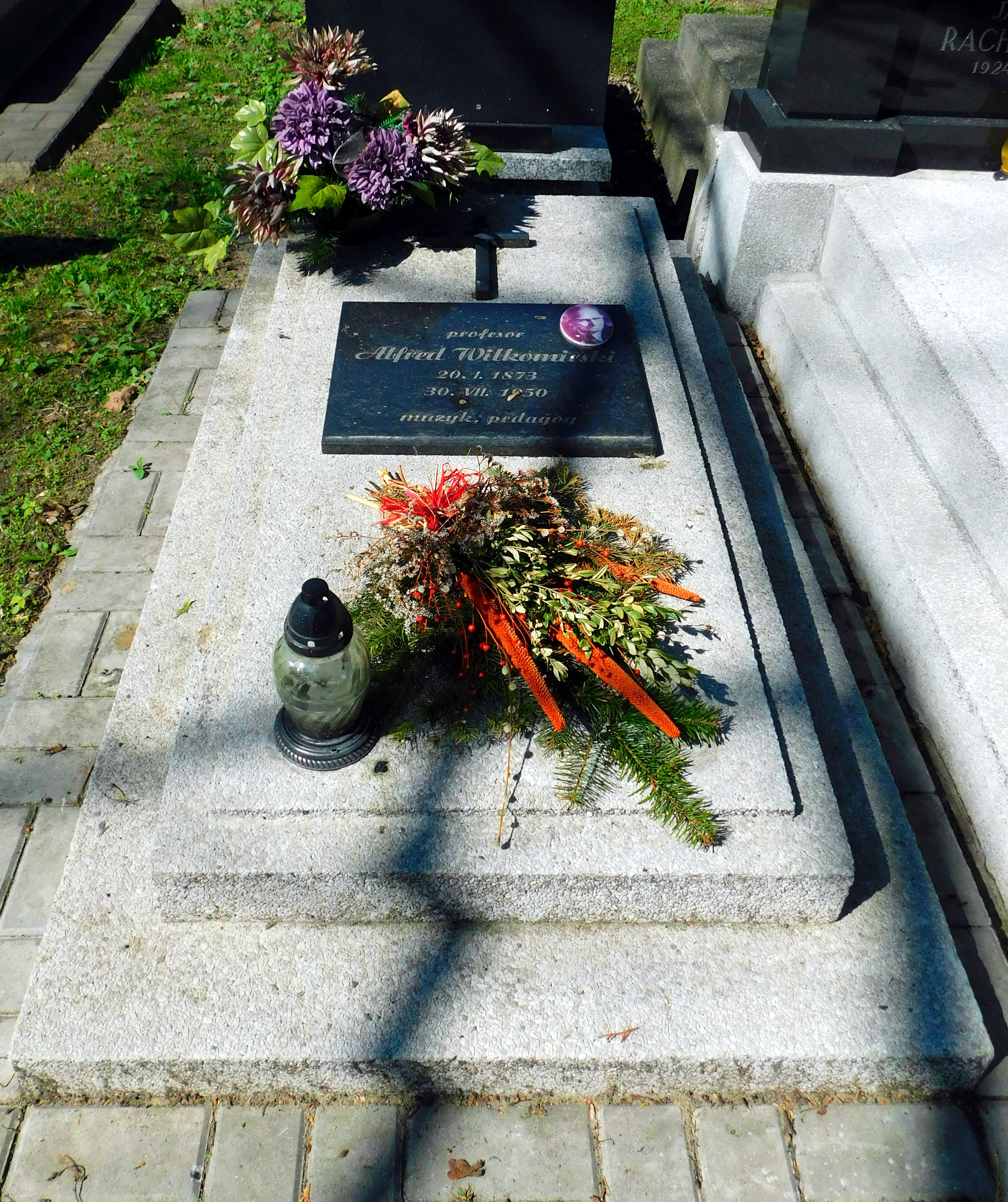
Grób Alfreda Wiłkomirskiego na łódzkim Starym Cmentarzu pw. św. Józefa przy ulicy Ogrodowej

Urodzony w Azowie, Alfred Wiłkomirski studiował pod okiem Jana Hřímalý'ego w Konserwatorium Moskiewskim, po czym rozpoczął karierę nauczycielską. Przeniósł się do Polski w 1920, gdzie kolejno był pedagogiem w Kaliszu (1920–1926) i w Łodzi (1929–1939 i ponownie w 1945–1950). Profesor Konserwatorium Muzycznego Heleny Kijeńskiej-Dobkiewiczowej w Łodzi, założyciel Tria Wiłkomirskich.  
Ojciec Marii, Wandy, Józefa, Kazimierza i Michała.
Został pochowany na Starym Cmentarzu w Łodzi (część katolicka).
W 1975 imię Alfreda Wiłkomirskiego nadano Kaliskiemu Towarzystwu Muzycznemu.

## Życie prywatne
Z małżeństwa z Anielą z domu Kułassowską (1880–1921) miał córkę Marię Wiłkomirską – pianistkę oraz synów Kazimierza Wiłkomirskiego – wiolonczelistę i dyrygenta oraz Michała Wiłkomirskiego – skrzypka.
Z małżeństwa z Deborą-Dorotą z domu Temkin miał córkę Wandę Wiłkomirską – skrzypaczkę i syna Józefa Wiłkomirskiego – dyrygenta, pisarza i wiolonczelistę. 